# Avalon Wasteneys
Avalon Wasteneys, née le 31 août 1997 à North York (Ontario), est une rameuse canadienne, championne olympique en huit féminin aux Jeux olympiques d'été de 2020.

## Jeunesse
Sa mère, Heather Clarke est une rameuse de haut-niveau ayant participé aux Jeux olympiques d'été de 1988 tandis que sa tante, Christine Clarke, a participé aux Jeux olympiques d'été de 1984, aussi en aviron.

## Carrière
Aux Jeux olympiques d'été de 2020, elle fait partie de l'équipe de huit féminin qui remporte l'or olympique en 5 min 59 s 13.
Au Jeux olympiques de Paris en 2024, l'équipe dont elle fait partie, soit l'équipage du huit de pointe féminin, a remporté la médaille d'argent au Stade nautique de Vaires-sur-Marne.